# Pamiętnik Teatralny
Pamiętnik Teatralny – polski kwartalnik naukowy wydawany przez Instytut Sztuki Polskiej Akademii Nauk.
Na łamach pisma, założonego w 1952 roku przez Leona Schillera, ukazują się teksty dotyczące historii i historiografii teatru. Z pismem związani byli m.in.: Irena Schillerowa, Bohdan Korzeniewski, Zbigniew Raszewski, Edward Krasiński, Jerzy Timoszewicz, Andrzej Wysiński, Jarosław Komorowski, Marek Waszkiel, Ewa Partyga, Patryk Kencki.
Szereg numerów poświęconych w całości twórcom i poszczególnym okresom historii polskiego teatru.